# Скрытая переменная
В статистике под латентными или скрытыми переменными понимают такие переменные, которые не могут быть измерены в явном виде, а могут быть только выведены через математические модели с использованием наблюдаемых переменных. Скрытые переменные используются во многих областях, включая психологию, экономику, машинное обучение, биоинформатику, обработку естественного языка и социальные науки.
Иногда термин латентная переменная употребляют для описания свойств окружающего мира, которые теоретически могут быть измерены, однако на практике это невозможно. В этой ситуации чаще используется термин скрытая переменная (подчеркивая тот факт, что переменные действительно существуют, но скрыты). В остальных случаях латентные переменные обозначают абстрактные понятия, такие как поведенческие и психические состояния, или структуры данных. Также в этом случае может быть использован термин гипотетические переменные или гипотетические конструкции.
Одним из преимуществ скрытых переменных является то, что они позволяют уменьшать размерность данных. Большое число наблюдаемых переменных может быть обобщено в модель, чтобы представить лежащую в основе концепцию, сделать данные более легко воспринимаемыми. В этом смысле они выполняют функцию, сходную с функцией научных теорий.

## Примеры латентных переменных

### Экономика
Примеры латентных переменных, используемых в экономике, включают в себя качество жизни, деловое доверие, мораль, счастье и консерватизм: все они не могут быть измерены прямыми методами. Однако, связывая эти латентные переменные с другими, наблюдаемыми, можно вывести и их значения. Например, для измерения качества жизни используются такие наблюдаемые переменные, как богатство, занятость, окружающая среда, физическое и душевное здоровье, образование, отдых и время на досуг, и социальная принадлежность.

### Психология
- Большая пятерка была выведена при помощи факторного анализа.
- экстраверсия[2]
- пространственный интеллект[2]
- мудрость. «Два из доминирующих методов оценки мудрости включают связываемую с мудростью деятельность и измерения латентной переменной.»[3]

## Распространенные методы получения латентных переменных
- Скрытая марковская модель
- Факторный анализ
- Метод главных компонент
- Латентно-семантический анализ и вероятностный латентно-семантический анализ
- EM-алгоритм

### Байесовы алгоритмы
Для получения латентных переменных часто используются методы Байесовой статистики.
- латентное размещение Дирихле
- метод китайского ресторана часто используется для априорного распределения присваивания объектов латентным категориям.
- метод индийского буфета часто используется для априорного распределения присваивания двоичных функций объектов.